# Flisegga
Die Flisegga (norwegisch für Splitterrücken) ist ein bis zu 2240 m hoher Gebirgskamm in der Heimefrontfjella des ostantarktischen Königin-Maud-Lands. Er ragt im südlichen Abschnitt der Tottanfjella auf.
Wissenschaftler des Norwegischen Polarinstituts benannten ihn 1973.